# Полівка велика
Полівка велика (Microtus fortis syn. Alexandromys fortis) — вид з роду полівки. 

## Опис
Цей вид дещо більший і має більший хвіст, ніж більшість інших полівок. Доросла особа має розмір тіла 12-18 см в довжину, а хвіст 4.7-5.7 см.

## Поширення
Цей вид проживає в північно-східній Євразії, у тому числі в північному Китаї і на Корейському півострові. 

## Відтворення
Розмноження відбувається з квітня по листопад, буває до шести приплодів (5 дитинчат у виводку) в сприятливі роки. Вагітність триває близько 20 днів, інтервал між виводками становить 40-45 днів. Самиці досягають статевої зрілості на 3,5-4 місяці, самці — дещо пізніше.

## Зовнішні посилання
- Batsaikhan, N. & Tsytsulina, K. 2008. Microtus fortis. In: IUCN 2013